# 山野町
山野町（やまのちょう）は、鹿児島県伊佐郡にあった町。1954年4月1日に周辺町村と合併して大口市となり消滅した。現在は伊佐市の一部。

## 地理
- 河川：羽月川、十曾川、井立田川、山野川、小川内川
- 池沼：十曾池

## 沿革
- 1889年4月1日 - 町村制施行に伴い山野村、小木原村、小川内村、平出水村、淵辺村の区域より北伊佐郡山野村が成立。
- 1897年4月1日 - 北伊佐郡が菱刈郡と合併して伊佐郡となる[2]。
- 1940年11月10日 - 山野村が町制施行して山野町となる。
- 1954年4月1日 - 大口町、羽月村、西太良村と合併して大口市となり消滅。

## 交通

### 鉄道
- 日本国有鉄道
  - 山野線
    - 薩摩布計駅 - 西山野駅 - 山野駅

### 道路
- 国道
  - 国道268号
- 主要地方道
  - 熊本県道・鹿児島県道15号人吉水俣線
- 一般県道
  - 熊本県道・鹿児島県道118号湯出大口線
  - 鹿児島県道421号布計山野線